# Chevrolet 1A
Der Chevrolet 1A war ein Personenkraftwagen. Er wurde gebaut
- 1976 als Laguna,
- 1976–1977 als Chevelle Malibu,
- 1976–1984 als Monte Carlo,
- 1978–1983 als Malibu und
- 1982–1990 als Celebrity.